# Episodi di Alias (quinta stagione)
La quinta e ultima stagione di Alias è stata trasmessa negli Stati Uniti d'America dal 29 settembre 2005 al 22 maggio 2006 sul network ABC.
| nº | Titolo originale                | Titolo italiano             | Prima TV USA      | Prima TV Italia |
| -- | ------------------------------- | --------------------------- | ----------------- | --------------- |
| 1  | Prophet Five                    | Il quinto profeta           | 29 settembre 2005 | 11 luglio 2006  |
| 2  | ...1...                         | ...1...                     | 6 ottobre 2005    | 11 luglio 2006  |
| 3  | The Shed                        | La scala                    | 13 ottobre 2005   | 11 luglio 2006  |
| 4  | Mockingbird                     | Penelope                    | 20 ottobre 2005   | 18 luglio 2006  |
| 5  | Out of the Box                  | Allo scoperto               | 27 ottobre 2005   | 18 luglio 2006  |
| 6  | Solo                            | Assolo                      | 10 novembre 2005  | 18 luglio 2006  |
| 7  | Fait Accompli                   | Fatto compiuto              | 17 novembre 2005  | 26 luglio 2006  |
| 8  | Bob                             | Bob                         | 7 dicembre 2005   | 26 luglio 2006  |
| 9  | The Horizon                     | L'orizzonte                 | 14 dicembre 2005  | 26 luglio 2006  |
| 10 | S.O.S.                          | S.O.S.                      | 19 aprile 2006    | 1º agosto 2006  |
| 11 | Maternal Instinct               | Istinto materno             | 19 aprile 2006    | 1º agosto 2006  |
| 12 | There's Only One Sydney Bristow | C'è una sola Sydney Bristow | 26 aprile 2006    | 1º agosto 2006  |
| 13 | 30 seconds                      | 30 secondi                  | 3 maggio 2006     | 8 agosto 2006   |
| 14 | I See Dead People               | Vedo i morti                | 10 maggio 2006    | 8 agosto 2006   |
| 15 | No Hard Feelings                | Senza rancore               | 17 maggio 2006    | 8 agosto 2006   |
| 16 | Reprisal                        | Rappresaglia                | 22 maggio 2006    | 9 agosto 2006   |
| 17 | All the Time in the World       | Tutto il tempo del mondo    | 22 maggio 2006    | 9 agosto 2006   |

## Il quinto profeta
- Titolo originale: Prophet Five
- Diretto da: Ken Olin
- Scritto da: Alison Schapker, Monica Breen
- Tyrees Allen è Gordon Dean
- Leon Russom è James Lehman
- David Marshall Grant è Ivan Curtis

### Trama
Dopo l'incidente Sydney e Vaughn si trovano ancora all'interno della macchina. Quando arrivano i soccorsi subito portano via Vaughn in elicottero, ma Sydney si accorge che qualcosa non va e riesce a fuggire nascondendosi nei campi tra i colpi di mitragliatrice che la sfiorano. Sydney all'ospedale fa dei controlli e conosce Gordon Dean dell'ufficio indagini speciali che le fa delle domande su Vaughn, ma ad un certo momento arriva Jack e lo manda via. Jack confida la sua preoccupazione alla figlia in quanto Vaughn è sotto indagine da parte della CIA riguardo al suo operato, un sospetto doppiogiochista, e pensa che l'incidente fosse un'operazione di recupero per prelevare Vaughn. Quest’ultimo è tenuto prigioniero in una stanza dove lo stanno interrogando e viene chiamato Sig. Michaux. I suoi rapitori vogliono sapere che significa il messaggio in codice scritto su un bigliettino nascosto all'interno di un Walkman e vogliono trovare un certo Lehman; Vaughn dice di non sapere chi sia e viene torturato. Sydney intanto va all'APO e disegna un identikit di uno dei rapitori di Vaughn, poi, arrivata in ufficio vede Dean parlare con Jack. Sydney va da Weiss gli chiede se ci sono novità su Vaughn e perché proprio lui le fu assegnato quando arrivò alla CIA. Vaughn intanto, fingendo di voler collaborare con i suoi rapitori, riesce a fuggire e contatta Sydney al telefono, dicendole di aver bisogno dell'orologio del padre e la prega di aiutarlo. Dean scopre che Vaughn ha contattato Sydney e, spalleggiato da Jack, vuole sapere dove si nasconde per catturarlo. Sydney confessa e dice che Vaughn è a Città del Messico, ma in realtà Sydney lo va ad incontrare in Italia anche per sapere la verità su di lui. I due hanno modo finalmente di chiarire la situazione. Infatti Vaughn le racconta che sette anni prima una donna di nome Renèe Rienne gli disse che il padre era coinvolto in un progetto segreto, chiamato "Quinto Profeta" e che quando Sydney andò alla CIA per denunciare l'SD-6 parlando del congegno di Muller, Vaughn si fece avanti per seguire lui il caso perché aveva già sentito parlare da Renèe di quel congegno. Da allora aveva incominciato a pensare che Renèe potesse dire il vero. Inoltre Vaughn le racconta che il padre stava tentando in ogni modo di uscire dal progetto, arrivando addirittura a cambiare il loro cognome da Michaux a Vaighn e l'uomo che stanno per incontrare, James Lehman, potrà aiutarlo perché forse lavorava con il padre. Nel frattempo all'APO Gordon Dean dice a Jack che se Sydney non si farà viva sarà accusata di essere complice di Vaughn. Intanto Vaughn e Sydney arrivano da Lehman, il quale gli chiede l'orologio del padre per essere sicuro di sapere chi ha di fronte.  Lehman poi gli dice che era un criptologo e nel 1972 venne reclutato per un progetto da un'organizzazione privata, composta anche da importanti scienziati e linguisti, dove conobbe il padre di Vaughn. Lehman aggiunge poi che il progetto consisteva nella decodificazione di un libro del XV secolo, "Il quinto profeta", un manuale di genetica avanzata scritto con un codice indecifrabile. Dopo essere riusciti a decodificarlo, tutti gli uomini coinvolti in questa operazione erano morti in circostanze strane e che lui e il padre di Vaughn erano spariti di proposito per non fare la stessa fine. Lehman dice inoltre di sapere dove si trova il libro, ma ha bisogno di aiuto per recuperarlo e li mette in guardia sulla pericolosità dell’operazione. Sydney e Vaughn così vanno a Città del Capo, dove si intrufolano in una festa e creano un diversivo per penetrare all'interno dell'edificio. Mentre Sydney disattiva il sistema di sicurezza con l'aiuto telefonico di Dixon, Vaughn entra in un ufficio e apre la cassaforte, ma in quel momento entra una ragazza che lo scopre e fa scattare l'allarme. Vaughn prende il libro dalla cassaforte e scappa con Sydney, la quale prima di lanciarsi con lui con il paracadute gli dice di aver appena appreso dal suo medico di essere incinta! Jack va ad incontrare Sloane in prigione, il quale si sente responsabile per la figlia Nadia che è in coma e vuole uscire a tutti i costi di prigione. Jack gli dice che sta facendo il massimo per accelerare il suo rilascio, poi i due parlano di Vaughn e notano come i suoi movimenti passati siano gli stessi dell'assassina Renèe Rienne, quindi deducono che lei possa essere in realtà Vaughn. Dean intanto con l'aiuto di una sua tecnica informatica è riuscito a scoprire che Vaughn si trova in Italia. Syd e Vaughn vanno all'appuntamento per la consegna del libro a Lehman, ma all’improvviso arriva Gordon Dean che uccide Lehman e si impadronisce del libro, mentre il suo scagnozzo Curtis ferisce gravemente Vaughn sotto gli occhi di Sydney. Mentre Vaughn viene operato d'urgenza in ospedale, arriva Jack che rimprovera Sydney di quanto accaduto e lei gli dice che Vaughn gli ha già parlato di Renèe Rienne e che aspetta un bimbo da lui. Nel frattempo Vaughn esce dalla sala operatoria ma è gravissimo. Jack apprende da Dixon al telefono che Gordon Dean risulta morto da due anni e lo comunica a Syd e Vaughn aggiungendo che sta già facendo fare alla squadra ricerche sul “Quinto Profeta”. Successivamente Vaughn muore poco dopo aver scelto il nome della bambina con Sydney e averle detto di amarla. Sydney, Jack, Marshall, Weiss e Dixon partecipano al suo funerale. Quattro mesi dopo Sydney entra in un pub di Londra e parlando alla barista le dice che è stato difficile trovarla, infatti la donna in realtà è Renèe Rienne!

## ...1...
- Titolo originale: ...1...
- Diretto da: Fred Toye (Fredrick E. O. Toye)
- Scritto da: J.R. Orci
- Amanda Foreman è Carrie Bowman
- David Marshall Grant è Ivan Curtis
- Larry Cedar è Heinrich Roemer

### Trama
Sydney ha quindi trovato Renèe Rienne in un pub a Londra dove la donna fa la barista. Renèe dice a Syd che quel pub è uno dei punti di riferimento dell'organizzazione criminale che ha ucciso Vaughn. Sydney le parla del progetto "Quinto Profeta", ma così facendo fa saltare la copertura di Renée, che si vede costretta ad entrare subito in azione. Di conseguenza le due donne vanno subito nel retro del pub, mettono fuori combattimento le guardie e riescono a recuperare un hard disk con le registrazioni di sorveglianza. Prima di lasciarsi con Renée, Sydney le da un telefono in modo da potersi rintracciare in caso di necessità. Una volta rientrata a Los Angeles, Syd fa una visita ginecologica e vede per la prima volta il suo bimbo dall'ecografia ed un po' amareggiata per il fatto di essere sola. Intanto all'APO, Jack informa la squadra sull'identità dell'assassino di Vaughn: è Curtis, un ex agente che sembrava fosse morto in un incidente aereo. Di seguito afferma che partirà per Washington, dove deve assumere un nuovo agente che sostituisca Vaughn all’APO. Sydney, con l'aiuto di Marshall, dai video della sorveglianza recuperati riesce a scoprire che Curtis ha ordinato qualcosa a un trafficante d'armi di nome Henry Roemer e perciò deve trovarlo per arrivare a Curtis stesso. Sydney va da Sloane che in passato ha collaborato con Roemer, al tempo dell'SD-6, per sapere dove opera e come rintracciarlo, poi assieme a Weiss e Dixon partono per Amsterdam. Sotto copertura e con le informazioni di Sloane, i tre riescono ad arrivare al trafficante d'armi e fortunatamente ad intercettare e catturare anche Curtis che aveva acquistato una sostanza pericolosissima, il "Meridium" e stava fuggendo dopo aver ucciso Roemer. Curtis viene interrogato per sapere dove sia il suo capo Gordon Dean e sulla sostanza che ha con sé. Dixon intanto chiama Marshall al telefono per scoprire informazioni tramite la sigla riportata sull'oggetto recuperato. Marshall dice che il liquido verde contenuto nella boccetta si chiama "Meridium", è una sostanza radioattiva e in Russia ne è stata rubata una quantità molto più grande di quella recuperata, perciò bisogna trovare quella mancante. Nel frattempo Sydney insiste nell'interrogatorio di Curtis, il quale le dice che è meglio che Sydney non sappia nulla e non parla. La squadra decide così di lasciarlo andare, dopo avergli fatto bere del liquido tracciante a sua insaputa; poi Sydney lo scaraventa fuori dalla finestra per lasciarlo fuggire. Jack intanto a Washington si incontra con un suo contatto che per l’APO gli suggerisce il nome dell'agente Thomas Grace. Ad Amsterdam intanto, mentre cercano di rintracciare Curtis, Weiss confessa a Sydney che ha avuto una promozione che lo porterebbe a Washington a fianco del Presidente e che sta pensando di accettare l'incarico. Rintracciano Curtis, il quale si trova in un aereo diretto in Corea del Nord, così a bordo di uno Stealth, un aereo invisibile ai radar, Dixon, Weiss e Sydney riescono ad introdursi nell'aereo, pensando che Curtis trasporti una bomba. Sydney si dedica al disarmo della bomba con l'aiuto via radio di Marshall anche se la cosa si presenta diversa dal previsto, mentre il resto della squadra deve neutralizzare le guardie e Curtis. All'improvviso Sydney si accorge che non si tratta di una bomba, ma un uomo che viene trasportato all'interno di un grande contenitore criogenico su cui è in circolo proprio il "Meridium". A quel punto arriva Curtis che minaccia Syd con una pistola, ma la situazione si ribalta e l’uomo, piuttosto che farsi arrestare e imprigionare, si butta dall'aereo. La squadra rientra a Los Angeles dove il grande contenitore viene messo al sicuro presso la sede del DRS che tenterà di identificare il corpo. Sydney confessa al padre tutta la sua tristezza nell'aver perso ogni contatto con Gordon Dean, si sente sola e Jack le offre il suo appoggio dicendole che la accompagnerà alle prossime visite del bambino.
Thomas Grace entra all'APO e viene accolto dai suoi nuovi colleghi, quando ad un tratto arriva Dixon che comunica a Sydney che al DRS è stato rubato il contenitore con il corpo dell’uomo all’interno. Sydney allora telefona a Renèe Rienne informandola dell’accaduto, ma non sa che il contenitore è proprio accanto a Renèe. Ad un certo punto il cuore dell’uomo al suo interno ricomincia a battere e le sue dita a muoversi...

## La Scala
- Titolo originale: The Shed
- Diretto da: Tucker Gates
- Scritto da: Breen Frazier
- Amy Acker è Kelly Peyton
- Jack Laufer è Alexander Dolzhenko

### Trama
Istanbul: una donna entra in un edificio, uccide la guardia e tramite un'apparecchiatura elettronica accede al laboratorio rubando un potente virus letale, di cui rilascia una parte per uccidere i due scienziati che lo studiavano. A Los Angeles Sydney è triste per la mancanza di Vaughn e la rattrista ancora di più dover disdire un abbonamento a una rivista di hockey che era indirizzata a Vaughn. All'APO intanto vengono informati da Marshall del furto avvenuto a Istanbul e alcuni indizi portano a Praga. Così Sydney viene mandata da Jack in missione assieme al nuovo agente Thomas Grace e Marshall per trovare l'hacker responsabile del furto. Sydney non vorrebbe andare con Grace perché non si fida e vorrebbe Dixon, ma quest’ultimo però ha un altro compito: deve sorvegliare Sloane, che ha ottenuto un permesso di 72 ore per incontrare un suo contatto di nome Alexander Dolzhenko, il quale dice di avere una cura per Nadia. Intanto a Praga i tre agenti rintracciano l'hacker grazie ad un'invenzione di Marshall e dopo un inseguimento in auto riescono a catturare una donna che sarebbe implicata nel furto del virus, la donna risponde al nome di Rachel Gibson e, dopo averla interrogata, scoprono che anche lei pensa di lavorare per la CIA quando in realtà si tratta di una cellula del "Quinto Profeta" chiamata "La Scala". Così Sydney, dopo averle raccontato la sua esperienza con l'SD-6, la convince a fare il doppio gioco. Durante la conversazione Sydney scopre che Rachel conosceva Vaughn in quanto ha studiato il suo dossier per Dean. Rachel dovrà aiutare Marshall a recuperare dei dati dai server dell'organizzazione criminale relativi alla "Sostanza 33" il virus rubato a Istanbul. Intanto a Omsk, Dixon e Sloane si recano all'appuntamento per lo scambio dei soldi con l'antidoto per Nadia, ma purtroppo l'incontro non finisce come previsto, in quanto era una trappola di Dolzhenko a Sloane dalla quale Sloane stesso riesce a salvarsi per un soffio; Dolzhenko voleva ucciderlo perché sua figlia è stata uccisa dal congegno di Müller attivato da Sloane ed Elena Derevko. Rachel nel frattempo si reca al lavoro nella base operativa di Dean, dove incontra i suoi colleghi e inizia a copiare i dati che servono a Marshall per bypassare il firewall del server. Dopodiché consegna il supporto con i dati a Sydney e torna al lavoro. Il server inizia a trasmettere i dati, ma purtroppo la sua collega Kelly Peyton che sa bene per chi lavora,  si accorge che la collega Rachel si comporta in modo strano e informa Dean del problema. Rachel viene scoperta, così i due scappano subito di nascosto e fanno esplodere l'edificio; fortunatamente Rachel si accorge in tempo che sta accadendo qualcosa di strano e, pur restando coinvolta nell'esplosione riesce, anche grazie all’aiuto di Thomas Grace.

## Penelope
- Titolo originale: Mockingbird
- Diretto da: Fred Toye (Fredrick E. O. Toye)
- Scritto da: Drew Goddard
- Tyrees Allen è Gordon Dean
- Amy Acker è Kelly Peyton

### Trama
Montecarlo: Sydney arriva in macchina in un casinò e Tom, vestito da parcheggiatore, porta la macchina nel garage. Sydney entra e inizia a giocare ai dadi, vincendo e simulando uno scontro verbale con Dixon che fa in modo di farla sospettare dai vigilanti del casinò. Così Sydney viene scoperta a barare e viene subito portata negli uffici, dove riesce a neutralizzare le guardie e, con l'aiuto di Tom che dal garage le dà la combinazione di una cassetta di sicurezza, prende un computer portatile e indisturbata se ne va. Mentre Sydney si reca al punto di recupero qualcosa va storto, un furgone la blocca da dietro e una gigantesca calamita la solleva in aria a 60 metri di altezza tenendola in ostaggio. A quel punto squilla il suo cellulare e la voce di Gordon Dean le dice di rivolere qualcosa che gli appartiene: Penelope. 72 ore prima: all'APO Sydney e Rachel Gibson parlano di quanto accaduto a Praga e Rachel, ancora sconcertata, si sente in colpa e dimostra il suo rammarico per quanto accaduto. Sydney le chiede cos'è "Penelope" e Rachel risponde che si tratta del suo nome in codice sotto copertura. Nel frattempo Gordon Dean affida un compito ad un uomo, convinto che alla "scala" non si sia salvato nessuno, e sta riorganizzando un nuovo quartier generale per la sua organizzazione. All'APO stanno cercando di catturare Dean e Marshall rintraccia una transazione di denaro su un conto segreto: il "1710". Rachel dice che in quel conto alle Isole Cayman Dean ha tutto il suo denaro, ma che per accedervi bisogna recarsi lì e che inoltre servono dei codici particolari che erano contenuti nei server di Praga. Sydney così chiede a Rachel di tornare a Praga perché Marshall sarebbe in grado di recuperare i dati del server e nonostante la ragazza non vorrebbe, alla fine si convince ad andare. Sloane intanto in tribunale sta affrontando la sua udienza e le imputazioni a suo carico sono molto pesanti, sembra che non riuscirà a riottenere l'indulto. Dixon e Tom si recano a George Town nelle Isole Cayman per accedere ai fondi bancari di Dean. A sorpresa, la banca non è una banca convenzionale, ma viene allestita per l'occasione in una spiaggia. Dixon e Grace, tenuti sotto tiro, devono rispondere a delle domande scelte in passato da Dean e le risposte vengono comunicate in tempo reale da Praga dove Sydney e Rachel recuperano i dati direttamente dal disco. In questo modo la missione va a buon fine e il conto di Dean viene svuotato. A questo punto Dean si rende conto che Rachel è ancora viva perché era l'unica che potesse risalire a quei conti e la rivuole indietro. Sloane, sempre sotto processo, è in difficoltà e, nonostante i buoni propositi, ammette di aver commesso dei crimini ma di essere cambiato dopo aver scoperto di essere padre. Sloane sa che non avrà un verdetto favorevole e assegnerà a Jack la procura legale di Nadia. Rientrati a Los Angeles, all'APO, è stata intercettata una conversazione di Dean con un certo Sig. Moreau, dove gli dice di dover recuperare i suoi archivi per tornare operativo, nonostante la perdita dei suoi fondi. Così la destinazione della squadra è Montecarlo. Sloane sta tentando di scrivere una lettera a Nadia, quando l'uomo recentemente ingaggiato da Gordon Dean si avvicina alla sua cella e gli dice che potrebbe aiutarlo ad uscire, ma ovviamente i suoi capi vorranno qualcosa in cambio. La squadra prepara la missione studiando il sistema di sicurezza per entrare nel caveau del casinò e Marshall elabora un metodo per barare ai dadi e Rachel si offre per violare i codici di accesso. Arrivati a Montecarlo la missione al casinò ha inizio, Rachel nascosta nel bagagliaio dell'auto aiuta Tom a forzare il sistema di sicurezza e trova i codici per Sydney! Quando appunto Sydney è convinta che la missione sia andata bene e cerca di rientrare, viene catturata dalla calamita e Gordon la chiama: vuole sapere dove si trova Rachel. Sydney cerca di prendere tempo dicendo che Rachel si trova a Philadelphia, sperando di essere liberata nel frattempo. Dean ammette che il pc con i dati da recuperare era una trappola e fissa un incontro a Philadelphia per recuperare Rachel. Dixon e Tom vanno in loro soccorso, ma purtroppo la gru è controllata a distanza da Peyton. Su suggerimento di Sydney, Rachel chiama al telefono Dean e dall'APO Marshall tenta di intromettersi nel comando a distanza della gru, ma anche questo tentativo non va a buon fine; così Dean scopre che Rachel alias Penelope si trova nell'auto con Sydney e così fa subito cadere l'auto per eliminarla. Fortunatamente Sydney riesce a recuperare dall'interno dell'auto Rachel che si trova ancora nel bagagliaio e aggrapparsi alla calamita mentre l'auto cade nel vuoto. La squadra rientra in aereo e Rachel è inquieta perché non sa quando tornerà ad essere al sicuro. Intanto Sloane a sorpresa viene rilasciato grazie all'intervento dell'uomo di Dean ed esce dal tribunale.

## Allo scoperto
- Titolo originale: Out Of The Box
- Diretto da: Jay Torres
- Scritto da: Jesse Alexander
- Tyrees Allen è Gordon Dean

### Trama
Francoforte: un ladro si intrufola in un deposito militare mettendo fuori combattimento le guardie, ruba qualcosa e poi fugge. Quando si toglie il passamontagna si scopre che è Renèe Rienne. Il giorno successivo, Sydney sta facendo ginnastica e arriva Rachel Gibson che ora vive con lei; le due parlano un po' e Rachel dice a Sydney che sarà una grande mamma. Jack si incontra con Sloane appena uscito di prigione e quest'ultimo gli chiede di poter rientrare all'APO per potersi rendere utile con i suoi contatti e in cambio utilizzare le risorse della CIA per trovare una cura a Nadia. Jack gli dice di aver già proposto un suo ritorno all'APO, ma c'è qualcuno che si sta opponendo. Renèe intanto sta lavorando sul corpo umano apparentemente addormentato rubato al DRS. All'APO vengono informati del furto avvenuto in Germania di un prodotto utilizzato per esperimenti genetici chiamato "ZX". Il furto è strano in quanto non sono state rubate armi e tramite le immagini di sorveglianza scoprono che si tratta di Renèe Rienne. Jack è scettico in quanto pensa sia stata lei a rubare l'uomo misterioso mentre Sydney dice che è affidabile in quanto anche Vaughn si fidava di lei; così Tom e Sydney vanno direttamente da lei a Marsiglia sperando di trovare chiarimenti. Arrivati a Marsiglia si incontrano subito con Renèe che si nasconde in un magazzino. Renèe è riuscita a risvegliare l'uomo che era contenuto nel contenitore criogenico e capiscono subito che si tratta di suo padre, rapito 23 anni prima da un certo Dott. De Santis. Sydney gli chiede se ha a che fare con il progetto "Quinto Profeta", ma l'uomo si sente male. Intanto a Los Angeles Sloane esce dall'ospedale, dove è andato a trovare Nadia e viene avvicinato da Gordon Dean che lo rivuole all'APO. Gli dice che il suo rientro non è ancora stato accettato a causa della Senatrice Lewis, così gli consiglia di andarla a persuadere. Sydney riesce a convincere Renèe a far curare il padre tramite un medico consigliatole da Jack e quindi a farlo ricoverare, mentre Tom comunica le informazioni che ha all'APO parlando del dott. De Santis. Rachel dice di averlo sentito nominare da Dean e di aver trasferito dei files che lo riguardavano a San Francisco. Tom si prepara per il trasferimento dell'uomo, ma va via la luce e si accorge che sono stati rintracciati e viene attaccato da alcuni soldati, molto ben armati. Renèe riceve una telefonata durante la quale qualcuno le dice che rivuole indietro quello che ha rubato. Intanto a Los Angeles Rachel, Dixon e Marshall partono per San Francisco e arrivano nella banca dove sono contenuti i file; grazie a un'invenzione di Marshall riescono a recuperare i dati necessari. Renèe intanto parla con Sydney, le racconta la sua storia, del rapimento del padre e del Dott. De Santis al quale avrebbe sottratto degli studi clinici; Tom nel frattempo cerca di eliminare i soldati che li tengono in trappola e il padre di Renèe si sveglia. Sloane intanto incontra la senatrice Lewis e la invita ad avallare un suo rientro all'APO dopo averla velatamente minacciata sulla sicurezza di sua figlia. Dixon e Jack parlano del rientro di Sloane all'APO mentre Marshall e Rachel tentano di capire cosa facesse De Santis e scoprono che nel contenitore criogenico non può esserci il padre di Renèe. Intanto a Marsiglia nel magazzino Sydney, Tom, Renèe e suo padre stanno cercando di scappare, quando ad un certo punto si accorgono che il contenitore criogenico emette un segnale spia e il padre di Renèe non è chi dice di essere. Ad un tratto il muro dell'edificio viene sfondato e l'uomo che doveva essere il padre di Renèe viene recuperato da un elicottero. Successivamente, in un carcere della Corea del Nord, Gordon Dean va ad incontrare il finto padre di Renèe che si scopre essere il Dott De Santis! Quest'ultimo dice a Dean che la ragazza è viva, si fa chiamare Renèe Rienne e lavora con la CIA. Arvin Sloane rientra all'APO e Jack è li ad attenderlo.

## Assolo
- Titolo originale: Solo
- Diretto da: Jeffrey Bell
- Scritto da: Jeffrey Bell
- Tyrees Allen è Gordon Dean
- Amy Acker è Kelly Peyton

### Trama
La famiglia di Rachel viene sequestrata e inserita nel programma di protezione essendo in pericolo. Sydney e Rachel parlano del pericolo di fare un lavoro come il loro, pericolo che si estende anche alle loro famiglie. Rachel si incontra poi con la sua famiglia, cercando di tranquillizzarli. Gordon Dean nel frattempo si vede con Sloane che lo incarica di trovare un uomo usando le risorse dell'APO: Janos Vak. All'APO Sloane inizia la sua ricerca; Vak è un progettista di armi specializzato in software militare, il quale ha creato un sistema, chiamato “tecnologia lazo”, che consente di prendere il controllo di un missile mentre è in volo verso l'obbiettivo e di cambiarglielo a piacimento. Sloane decide così di far trovare l'uomo alla squadra APO per usarlo come esca e catturare Gordon Dean. Per la missione decidono di agire con l'aiuto di Renèe che ha le informazioni giuste in merito. Sloane dopo il briefing si ferma a parlare con Sydney ringraziandola per la lettera di raccomandazione al giudice che l'ha scarcerato, dicendole inoltre che gli dispiace per quanto è accaduto a Nadia e che farà qualsiasi cosa pur di trovare una cura per lei. Marsiglia: Renèe si catapulta in moto all'interno di un capannone dove degli uomini stanno giocando a carte; dopo aver messo tutti al tappeto dice che sta cercando Janos Vak. Intanto all'APO Rachel si allena e si incontra con Thomas che la sprona ad essere dura e agire senza scrupoli per difendersi come fa lui. Squilla il telefono di Thomas, c'è un briefing perché Renèe ha scoperto che l'invenzione di Vak è pronta per essere usata da un ufficiale cinese che l'ha comprata, ma non sa comunque dove si trovi Vak. Quindi bisogna iniziare dall'ufficiale cinese Li Yum Sung, che si trova al consolato cinese di Bombay e si deve sposare a breve. La squadra si dovrà intrufolare al party per il fidanzamento e recuperare la copia criptata dei suoi contatti dalla cassaforte nella speranza che Vak sia in quella lista. Sydney riesce, con l'aiuto della squadra, a recuperare quei dati e rientrare a Los Angeles. Sloane si incontra con Dean il quale dice che voleva essere avvertito della missione di Bombay e vuole sapere di Vak. Sloane gli risponde che le informazioni sono criptate e ci stanno lavorando. Vak si trova in una piattaforma petrolifera nel Mar Cinese Meridionale e questa volta è Rachel che dovrà compiere la missione, anche se Sydney discutendo con Jack pensa che non ce la possa fare, perché non è ancora pronta. Marshall consegna le sue “armi” a Rachel, Dixon la rassicura e Sydney la dovrà guidare dopo averla istruita. Sloane informa Dean della missione e gli dà tutti i dettagli, dicendo che appena avrà il software di Vak lo scambierà e gli consegnerà l'originale. Appena Sloane se ne va Dean dice a Kelly Peyton di non fidarsi di lui, così decide di inviarla a recuperare direttamente il Software sulla piattaforma, con la probabilità di incontrare Rachel e magari di ucciderla. Inizia la missione e Rachel arriva alla piattaforma in abiti molto provocanti, per sedurre Vak, mentre è in costante contatto radio con Sydney. Rachel entra nella stanza di Janos e dopo l'imbarazzo iniziale comincia a flirtare con lui prendendo il controllo della situazione. Nel frattempo Kelly arriva e neutralizza le guardie, Rachel recupera i dati e se ne sta andando, ma qualcosa non va e le due ex-colleghe si incontrano! Kelly vuole il software e promette che non la ucciderà, ma Rachel non si fida e le due iniziano a lottare. Dixon e Tom riescono a recuperare Rachel in elicottero mentre Kelly si tuffa in mare e fugge. Sloane e Dean si incontrano e discutono dell'accaduto; Sloane non vuole consegnargli l'arma, ma Dean lo minaccia tirando in ballo la vita di Nadia. Sydney torna a casa e si appoggia alla pancia un registratore in cui è presente la voce di Vaughn che in una delle loro missioni la guidava scherzando con lei.

## Fatto compiuto
- Titolo originale: Fait Accompli
- Diretto da: Richard Coad
- Scritto da: Andi Bushell
- Tyrees Allen è Gordon Dean
- Amy Acker è Kelly Peyton

### Trama
Roma: Sydney è in missione sotto copertura in un'università e aiuta Renèe Rienne a recuperare dall'archivio un oggetto che era destinato a Gordon Dean. Nonostante qualche imprevisto, tra cui un incontro tra Sidney ed il suo vecchio professore dell'università, la missione va a buon fine e rientrano a Los Angeles. Sloane intanto va a trovare la figlia Nadia ancora in coma all'ospedale ed il suo dottore non gli dà speranze nonostante il nuovo trattamento di cure. Squilla il suo cellulare, è Gordon Dean che gli dice della sua carta di accesso recuperata da Sydney a Roma e la rivuole indietro entro 48 ore. Sloane decide di confessare il suo accordo con Dean a Jack visto che ormai non paiono esserci speranze per Nadia. Sydney a casa con Rachel riceve la nuova culla per il figlio in arrivo e confessa la sua amarezza per lo stato in cui si trova senza Vaughn. Successivamente lei e Rachel si recano all'APO dove Sloane racconta il suo accordo con Dean e si propone di fare da esca per catturarlo in modo da scoprire l'organizzazione che si nasconde dietro di lui. Sloane chiama Dean e fissano un incontro in un ippodromo a Dubai per restituire la “carta”. Tutta la squadra partecipa all'operazione. Sloane va all'incontro, si siede in tribuna e viene raggiunto da Dean sotto il controllo della squadra, che nel frattempo ha neutralizzato le sue guardie del corpo. Dean si accorge che qualcosa non va e si allontana con Sloane minacciandolo con una pistola. I due scesi nelle scuderie iniziano una colluttazione, poi arriva Rachel che mette al tappeto Dean e lo cattura. A Los Angeles Dean viene portato all'APO per l'interrogatorio dove dovrebbe chiarire il mistero sul “Quinto Profeta”. Con l'aiuto di Marshall gli iniettano una specie di LSD modificata che lo porterà a confessare nonostante Dean abbia proposto un accordo. Sloane intanto viene raggiunto da un uomo che non conosce e che pretende da lui un favore: eliminare Gordon Dean! Sloane si oppone dicendogli che non hanno più nulla da offrirgli e l'uomo gli risponde di rispondere al suo cellulare che sta suonando: Nadia si è svegliata! Intanto all'APO Dean viene interrogato da Sydney, la quale gli chiede in che rete ha accesso la scheda che voleva recuperare e lui risponde dicendo una parola: “Glenheim”. Marshall identifica quel nome in una coppia di torri di Seattle dove c'è una parabola sul tetto e Dixon parte subito con Tom per consentire a Marshall di introdursi nel sistema e intercettare la rete del "Quinto Profeta". Inoltre Dean dice a Sydney di essere stato costretto ad uccidere Vaughn e di fare presto perché hanno dei piani su di lei. Subito dopo Syd viene informata di Nadia e corre all'ospedale, dove purtroppo la ragazza ha avuto una ricaduta ed è ora sotto sedativi. A Seattle nel frattempo la squadra penetra nell'edificio che viene usato dall'organizzazione di Dean per trasmettere informazioni attraverso dei satelliti. Inizia la trasmissione dati all'APO e Marshall tenta di decifrarli, quando si accorge che alcuni dei nodi di trasmissione sono i servizi segreti francesi, russi, britannici e molti altri, senza che però siano stati forzati. Sloane che ora sa che fare per Nadia entra nella stanza dove è tenuto Dean e lo uccide facendogli ingerire una capsula di cianuro e fingendo quindi che si sia suicidato. Marshall ha trovato 12 sorgenti a quei dati, ma ha un problema nel penetrare la rete e quindi decidono di chiedere aiuto a Dean, ma quando Sydney arriva da lui è troppo tardi. Jack e Sydney giungono alla conclusione che i membri del "Quinto Profeta" si sono inseriti nei vari governi del pianeta e che le fonti che compongono l'organizzazione sono 12 come quelle dell'Alleanza. In una limousine Kelly Peyton, l'ex assistente di Dean, si incontra con l'uomo che ha contattato Sloane e quest'ultimo la nomina nuovo capo della cellula di Gordon Deane, ma le dice anche che se li tradirà come ha fatto con Dean la pagherà in prima persona. Ad un certo punto arriva Sloane che vuole sapere quando Nadia sarà curata e l'uomo gli risponde che prima deve fare qualcosa per loro e che ora ha una speranza per la figlia. Sydney intanto a casa si fa aiutare da Jack a montare la culla che però una volta montata non passa più dalla porta della stanza del bimbo!

## Bob
- Titolo originale: Bob
- Diretto da: Donald Thorin Jr.
- Scritto da: Monica Breen & Alison Schapker

### Trama
Siberia: in un treno due uomini giocano a scacchi, quando arriva un uomo che consiglia una mossa e se ne va lasciando sul posto un ordino; si tratta di una bomba che esplode poco dopo riducendo in scheletri i viaggiatori della carrozza. Intanto all'APO la squadra sta discutendo riguardo a una nuova arma chiamata M.P.B., una bomba a micro impulsi capace di polverizzare ogni essere umano lasciando intatto tutto il resto; proprio quella del treno! Intanto Jack e Sydney sono in Inghilterra per trovare qualche altra informazione in merito. Jack incontra una donna di sua conoscenza che lavora all'MI-6, Elizabeth Powell, sposata con l'ambasciatore francese. Jack le parla del "Quinto Profeta" e le dice che qualche doppiogiochista, appartenente all'intelligence britannica (MI-6), è interessato all'acquisto della bomba. All'APO si parla del progettista della bomba Lukas Basarov, il quale si sta recando in Brasile per un congresso e la squadra dovrà scoprire il giorno e l'ora dello scambio che saranno inviate nel pc dello scienziato. La missione viene affidata a Rachel, la quale parte per il Brasile con il nome di Lydia Sand. In ascensore mentre sta andando in camera incontra un uomo che non conosce e che cerca di approcciarla: è Sark! Rachel entra in camera e inizia a prepararsi per spiare lo scienziato, mentre Sark nella camera di fronte sta facendo la stessa cosa. Rachel incontra Basarov e con la scusa di un autografo riesce ad avere la sua firma e la sua impronta digitale, facendone una copia. Entra nella sua camera, ma mentre sta per accedere al portatile dello scienziato è costretta a nascondersi perché arriva Sark travestito da fattorino dell'hotel che installa un software spia nel PC. Appena lui esce dalla camera anche Rachel riesce ad installare il suo software. Più tardi Rachel decide di andare a prendere da bere al bar dell'albergo e qui incontra nuovamente Sark, il quale le dice di chiamarsi Bob. I due conversano piacevolmente, si piacciono e finiscono a letto insieme. Successivamente arriva ad entrambi la trasmissione che attendevano dal portatile dello scienziato e con delle banali scuse si congedano tra loro. Rachel trasmette subito a Marshall il tutto, rientra a Los Angeles e racconta a Sydney del suo incontro con "Bob". Dalla trasmissione scoprono che il doppiogiochista ha appuntamento in Spagna per lo scambio e Jack parte con Elizabeth dell'MI-6, in modo da smascherare il traditore. A Malaga i due iniziano con l'appostamento; Sydney, che intanto segue l'incontro dall'APO, si accorge che non ci sono agenti dell'MI-6 ma bensì un suo conoscente: Benjamin Masari, leader del gruppo terroristico RLF. Era un'imboscata per rubare la bomba e di conseguenza Jack ed Elizabeth vengono catturati dagli uomini di Masari. All'APO iniziano le ricerche per scoprire cosa stia succedendo e Sloane pensa che l'incontro fosse reale ma che Masari abbia intercettato lo scambio ed abbia anticipato il doppiogiochista. Sloane scopre che si tratta proprio di Sark ed informa subito la squadra, così Rachel scopre chi era l'uomo che ha conosciuto all'hotel in Brasile e lo confida a Sydney. La ragazza sa dove era diretto e lo va ad incontrare alle Bahamas con Sydney. Appena lo incontrano, gli dicono che Masari ha rapito Jack e lo devono trovare per salvarlo, così dato che Sark è un mercenario lo ingaggiano per aiutarli. Masari è in Tunisia e li sta torturando per sapere con chi comunicavano al momento della cattura. Sark chiama Masari e gli dice di sapere che ha catturato un agente della CIA e uno dell'MI-6 e gli propone di comprarli dato che sono molto "richiesti". Masari accetta e gli dice che lo scambio tra i soldi e i prigionieri avverrà in Tunisia nel suo covo. La squadra formata da Tom, Dixon, Rachel e Sark, parte subito per la Tunisia per liberare Jack e la donna. Dopo un conflitto a fuoco i due vengono liberati, ma Masari ha attivato la bomba e ammanettato Sark ad essa. Rachel guidata da Marshall tenta di disarmarla e alla fine ci riesce. Sark viene lasciato andare per averli aiutati e la squadra rientra a Los Angeles. Sydney la sera dall'APO chiama il padre che è rientrato a casa e si assicura che stia bene poi arriva Dixon e Syd lo abbraccia per ringraziarlo di quanto è riuscito a fare per il padre.

## L'orizzonte
- Titolo originale: The Horizon
- Diretto da: Tucker Gates
- Scritto da: Josh Applebaum & André Nemec
- Amy Acker è Kelly Peyton

### Trama
Sydney è a casa, in cucina e arriva Vaughn, parla con lui, discutono di mangiare e del bimbo in arrivo. Sydney ad un certo punto sente la radio parlare con lei, che le dice di andare più indietro, si guarda allo specchio e si vede collegata a una macchina in un laboratorio. Un uomo le dice che ci sono quasi e che basta andare più indietro. Si passa a due giorni prima: a San Francisco Kelly Peyton ferma un uomo con la scusa di chiedere aiuto e lo uccide. Gli prende l'orologio, entra in uno stabile e con l'orologio accede a una stanza dove ruba la documentazione CIA su Michael Vaughn. Successivamente chiama il Dott. De Santis e lo informa dell'avvenuto recupero. Intanto Sydney va a una visita con il padre e si prepara per il momento del parto, visto che mancano tre settimane. Jack le regala un gioco che prima apparteneva a Sydney e ora sarà per il neonato. Intanto all'APO Marshall parla a Tom Grace della sua scheda in cui è scritto che è stato sposato pensando ad un errore, invece Thomas conferma quando ad un certo punto giunge un allarme. È arrivata la notizia del furto dei dati da parte di Kelly Peyton, quindi ora bisogna mettere al sicuro tutti i vecchi contatti di Vaughn e tutto ciò che lo riguarda anche in merito al “Quinto Profeta”. Kelly sta cercando delle informazioni per il recupero di "Orizzonte" e pensa che Sydney ne sia a conoscenza. Sydney intanto va a Madrid ad incontrare Renée Rienne per saperne di più, ma viene rapita. Renée cerca di liberarla ma il furgone si allontana, però riesce a bloccare il secondo furgone che faceva da copertura e cattura il Dott. De Santis, ferendolo. Nel laboratorio dove è tenuta prigioniera Sydney, stanno cercando di trovare le informazioni che vogliono con una speciale macchina e lei inizia a fare strani sogni in cui è con Vaughn. Intanto Renèe informa Jack del rapimento e viene subito organizzata una missione con lo stesso che Jack parte per Madrid a torturare e interrogare De Santis da Renée, che lo tiene prigioniero, e scoprire dove è sua figlia. Gli esperimenti su Sydney continuano, deve ricordare i momenti con Vaughn, lo vede sul letto d'ospedale prima che muoia e poi in una stanza dove sono prigionieri e poi si ritrova a casa con lui. Durante l'interrogatorio del Dott. De Santis, Jack e Renée scoprono che nell'agenda del Dottore c'è un indirizzo in Ungheria che si ripete anche nella data in cui Sydney dovrebbe partorire; allora Jack insiste, vuole sapere cosa c'è sotto, ma non ottiene nulla, così Renée uccide il Dottore e i due partono per l'Ungheria. Continuano gli esperimenti con Sydney che ora si vede al luna park, sa di essere sotto ipnosi e si oppone all'interrogatorio, ma Vaughn le dice che deve lasciarlo andare. Una voce dietro al vetro del laboratorio dice di volere la mappa dell'SD-6 e così le viene chiesto un nome in un punto preciso della mappa e lei risponde “X-23 Norte”. La voce dietro al vetro è soddisfatta e appare il volto di Irina, che è accanto a Kelly e le dice che informerà i suoi soci sull'ubicazione dell'"Orizzonte". Ora il lavoro con Sydney è finito, lei continua a sognare, si immagina in una spiaggia in compagnia di Vaughn e parlando in sogno con lui scopre di essere riuscita fortunatamente a dare il nome sbagliato; Vaughn prima di andarsene la bacia e le promette che si ritroveranno. Jack e Renée arrivano all'indirizzo in Ungheria e si preparano ad irrompere nello stabile, nel frattempo Sydney riesce a fuggire dal laboratorio. Jack scopre di non essere arrivato a nulla, infatti lui e Renèe trovano una stanza con al centro una culla, mentre Sydney si ritrova in mezzo all'oceano a bordo di una nave cargo.

## S.O.S.
- Titolo originale: S.O.S.
- Diretto da: Karen Gaviola
- Scritto da: J.R. Orci

### Trama
Sydney si trova in mezzo al mare a bordo di una nave cargo e cerca una via di fuga lanciando un SOS via radio. Intanto all'APO, mentre continuano le ricerche di Sydney, Jack e Sloane parlano del problema attribuendo il rapimento al "Quinto Profeta" e dicendo che secondo lui vogliono Sydney viva per qualche motivo ancora sconosciuto. Marshall rintraccia l'SOS di Sydney dal server CIA, ma ad un tratto si cancella tutto. Jack così sospetta che il "Quinto Profeta" abbia una talpa anche alla CIA, ma al momento è necessario trovare Sydney. Quest'ultima è nascosta e riesce a catturare Kelly Peyton che la informa della sua vana richiesta di aiuto. Intanto tutta la squadra APO va a Langley e si intrufola alla CIA di nascosto per recuperare il messaggio cancellato. Quel file non è più sui server CIA, ma c'è la possibilità che una copia di backup si trovi sul server del satellite Echelon tenuto a Langley. Jack e Sloane coordinano la missione dall'APO, Dixon e Marshall fingono di essere visitatori, Rachel finge di dover fare un colloquio di lavoro e Tom va all'ufficio stipendi, ma approfitta della situazione anche per cercare informazioni personali accedendo al programma di protezione testimoni. Per creare un diversivo Dixon fa scattare un allarme di attacco batteriologico e Rachel si introduce nella stanza del server Echelon, ma anche lì il messaggio è stato cancellato, così Jack le ordina di staccare l'hard disk per recuperare il file cancellato, ma scatta l'allarme e rimangono tutti bloccati all'interno dello stabile. Fortunatamente Jack Chiama Weiss che ora lavora per la CIA; proprio lui aiuta tutti a fuggire senza essere scoperti. Sydney tenta di scappare tenendo sotto tiro Kelly Peyton, scopre una sala parto, ma all'improvviso si sente male e viene catturata nuovamente. Intanto all'APO nemmeno Marshall riesce a recuperare i dati, ma si scopre che chi ha cancellato i dati è ai livelli più alti della CIA; solo quella persona ora può essere utile a ritrovare Sydney e Jack ha un piano per individuarla. Arrivato a Washington, Jack convoca tutti gli agenti CIA con il grado più alto e, grazie all'aiuto di Marshall, fa squillare un telefono cellulare univoco speciale in dotazione a quegli agenti tramite un codice che è stato trovato sull'hard disk: è quello della talpa del "Quinto Profeta". Ora Jack sa chi è la talpa e lo fa confessare colpendolo più volte e ferendolo con la pistola: Sydney è in una nave mercantile nel nord dell'Atlantico, l'Athena. Tom accede ancora al file che aveva rubato alla CIA, rintracciando il testimone sotto protezione che cercava. Sydney è ancora legata e con stupore si trova di fronte la dottoressa che seguiva la sua gravidanza a Los Angeles. La donna inizia a farle delle analisi e le preleva un campione di liquido amniotico; deve farle qualcosa di misterioso e hanno poco tempo. Kelly Peyton al telefono scopre che le informazioni fornite da Sydney sotto ipnosi erano errate e sono stati scoperti. La missione di salvataggio è già partita, Tom e Dixon riescono ad atterrare con l'elicottero sulla nave, ma non trovano nessuna guardia o membro dell'equipaggio; così con molta semplicità riescono a salvare Sydney e la riportano a Los Angeles. Sloane riceve una telefonata dall'uomo del "Quinto Profeta" che lo accusa di aver commesso un grave errore perché non lo ha avvertito che la nave era stata intercettata; se tiene alla vita della figlia Nadia, non dovrà commettere altri errori simili. Marshall scopre che Tom ha avuto accesso ai file del programma di protezione testimoni e informa Rachel; Tom aveva cercato informazioni circa l'assassino della moglie Amanda e va ad incontrare l'uomo che sorpreso di vederlo gli dice che gli dispiace e che stava eseguendo degli ordini. Tom gli risponde di non essere lì per quello e gli dice di avere un messaggio per il "Cardinale". Sydney nel frattempo è all'ospedale con il padre e sta facendo delle analisi per accertarsi che sia tutto a posto e non ci sia pericolo per il bambino. Jack le dice che sulla nave ha avuto una complicazione, il distacco della placenta, ma proprio gli uomini del "Quinto Profeta" hanno fatto di tutto per risolvere il problema e ci sono riusciti. Il "Quinto Profeta" non voleva fare del male al bimbo, ma ora i due si chiedono perché. Jack deve uscire dalla stanza in quanto è in stato di arresto per ciò che ha fatto alla CIA; saluta Sydney e se ne va accompagnato da un agente della CIA.

## Istinto materno
- Titolo originale: Maternal Instinct
- Diretto da: Tucker Gates
- Scritto da: Breen Frazier

### Trama
Mentre trasportano in ambulanza Davenport, la talpa smascherata e picchiata da Jack Bristow alla CIA, con lo scopo di inserirlo in un programma di protezione testimoni, Irina Derevko con un commando attacca l'ambulanza, prende Davenport, gli chiede che cosa ha rivelato e lo uccide. Sydney all'ospedale viene rassicurata sulla salute del bimbo, anche grazie alle cure ricevute sulla nave. Dixon va a prenderla e prima di portarla all'APO deve farla incontrare con Jack che le vuole parlare. Rachel vuole parlare a Tom su sua moglie, ma lui rimanda. Il direttore della CIA Devlin, dopo quanto accaduto, sospetta la presenza di una talpa anche all'interno dell'APO e quindi vuole revisionare la squadra di investigazione sul "Quinto Profeta" e Sloane gli assegna Tom per aiutarlo. Devlin passerà al setaccio tutti i files, i registri e i rapporti per scoprire il traditore. Sydney, Jack e Dixon si incontrano e Jack li informa della morte di Davenport, sospettando ci sia un'altra talpa alla CIA e dice che Devlin per rilasciarlo ha voluto in cambio la sospensione delle investigazioni sul "Quinto Profeta" da parte dell'APO. Sydney racconta a Jack della terapia di regressione che ha subito, quando doveva ricordare un cifrario "Leo 47 norte" cioè una voce sull'organigramma dell'Alleanza; Sydney dice inoltre di aver fornito l'informazione sbagliata. Dixon dice che "Leo 47 norte" si riferisce alla Francia e partirà proprio per la Francia in cerca di qualcuno che ne sappia qualcosa con l'aiuto di Renée Rienne. Jack inoltre impone a Sydney di nascondersi perché è in pericolo. Sydney rientra a casa e trova la madre ad attenderla, la quale le dice di sapere cosa sta accadendo, che il "Quinto Profeta" sta cercando "l'Orizzonte" e pensa che Sydney sappia dove si trova. Intanto Jack con Marshall trova informazioni su "Leo 47 norte" senza farsi scoprire da Devlin, quando Syd lo chiama e gli dice di andare a casa. Irina lo attende! Dixon a Parigi con Renée convince a confessare un uomo dell'alleanza di nome Bertrand: "l'Orizzonte" si trovi a Vancouver nella cassetta di sicurezza di una banca; così Irina affianca Jack e Sydney nella missione per recuperarlo. Nel frattempo Kelly Peyton è stata informata da Irina che "l'Orizzonte" è a Vancouver e va lì ad assicurarsi di non essere tradita proprio da Irina. Intanto all'APO Rachel prova ancora a parlare con Tom dicendogli di sapere cosa ha fatto con il programma di protezione testimoni della CIA, e Tom, mentendo, la rassicura sul fatto. Intanto a Vancouver Jack e Irina arrivano nel cavò e Sydney, con l'aiuto a distanza di Rachel, dice loro quale è la cassetta che contiene "l'Orizzonte". Irina ha intenzione di tenerlo per sé tentando di colpire Jack alle spalle, ma viene smascherata con grande rammarico di Sydney che assiste alla scena. A Los Angeles, Sloane chiede aiuto a Rachel per cancellare dei registri prima che Devlin scopra il suo doppio gioco. Sydney sta per partorire, ma tenta comunque di scappare con il padre e Irina usando un elicottero che li deve recuperare. Purtroppo Kelly Peyton li scopre a abbatte l'elicottero prima che li possa raggiungere e così i tre devono trovare un altro modo per fuggire. Jack affronta Kelly e la sua squadra mettendoli fuori combattimento mentre Irina ha l'occasione per fuggire, ma Sydney sta per partorire così si ferma a far nascere la bambina e poi fugge. Successivamente Sydney e Jack rientrano a Los Angeles in aereo con la neonata. In volo Syd guarda il padre negli occhi e lui dice di aver capito...ci penserà lui....così nel lontano Buthan un monaco informa Vaughn di essere diventato padre di una bambina...

## C'è una sola Sydney Bristow
- Titolo originale: There's Only One Sydney Bristow
- Diretto da: Robert M. Williams, Jr.
- Scritto da: Drew Goddard

### Trama
Minsk: Sloane, incappucciato, scende da un'auto e incontra i 12 membri del "Quinto Profeta", i quali gli chiedono un'ultima missione prima di dargli la cura per la figlia Nadia. Kelly Peyton incontra in prigione Anna Espinosa e le propone di essere liberata in cambio del suo aiuto per distruggere Sydney Bristow. Syd intanto a casa fa la mamma e Jack le dà consigli; parlano anche di Irina la quale è sparita e non hanno idea di cosa stia progettando con il "Quinto Profeta". Sloane a Minsk parla di Sydney e chiede che non le sia fatto del male, in quanto gli è stato imposto di farla tornare in missione e per farlo troveranno un buon incentivo. Anna Espinosa bussa alla porta di Will Tippin dicendo di essere un agente della CIA che si occupa del programma di protezione testimoni. Will la fa entrare ed Anna così lo colpisce e lo porta via con sé. All'APO vengono a sapere di quanto è accaduto perché Will ha saltato il controllo di routine e dalle registrazioni della casa di Will vedono quello che è accaduto. Sono preoccupati sia per l'evasione di Anna sia del fatto che fosse a conoscenza di dove fosse Will, in quanto significa ancora che c'è un infiltrato alla CIA. Sydney, così come auspicato dal "Quinto Profeta" torna operativa per trovare il suo amico Will. Intanto Kelly Peyton fa iniettare qualcosa nella testa di Will. L'APO intercetta una comunicazione di Anna con un certo Sig. Semanko, dove lei dice di volere dei soldi da lui e fissa un appuntamento. L'APO quindi organizza subito una missione per trovare e liberare Will. Anche Sydney si prepara a partire e arrivano due agenti mandati da Jack che si occuperanno di Isabelle, la bimba di Sydney. Mosca: tutta la squadra è all'incontro tra Anna e Semanko. Sydney si cala dal tetto di un altro edificio, Marshall segue tutto con i suoi strumenti da un furgone mentre Tom è all'ingresso con Dixon e Rachel. Inizia la ricerca all'interno del locale e riescono a scoprire che Will si trova nella stanza 147 del locale. Sydney si precipita a liberarlo, ma arriva subito Anna e iniziano a lottare, mentre da un'altra stanza tramite dei sensori acquisiscono dati su Sydney. Anna fugge e Will rientra a Los Angeles con Sydney e in aereo i due si raccontano quello che hanno fatto negli ultimi due anni. All'APO si chiedono chi ci sia dietro al rapimento di Will e ancora sospettano che il "Quinto Profeta" l'abbia rapito per arrivare a Sydney. Intanto in un laboratorio stanno facendo degli esperimenti su Anna. Will va a casa con Sydney che manda a casa i "Baby Sitters", ma ad un tratto si attiva un allarme e viene trovata una bomba nella testa di Will, il quale viene subito portato all'APO. Marshall spiega di cosa si tratta, cioè un congegno sottocutaneo comandato a distanza. Ad un certo punto squilla il telefono di Will: è Anna che dice a Sydney di volere la pagina 47 di Rambaldi altrimenti farà detonare la bomba nel cranio di Will. Anna propone lo scambio in un treno a Madrid il giorno successivo in cambio della vita di Will. Rachel chiede chi sia Rambaldi e così le chiariscono la situazione. Intanto Sydney e Will si preparano allo scambio in treno, dove Syd si incontra con Anna. Le due vanno in uno scompartimento più isolato per lo scambio, ma Sydney si rende conto che Anna non vuole darle il detonatore e le due donne iniziano a lottare. Anna attiva la bomba e parte il conto alla rovescia, ma fortunatamente Sydney riesce ad avere la meglio e lo ferma in tempo. Anna però fugge con la pagina 47 chiudendo Sydney nel vagone dove viene cosparsa di un liquido rosso che esce poi dal vagone venendo convogliato in una cisterna sotto il treno. Anna al telefono dice che stanno raccogliendo il DNA di Sydney ed è iniziato il processo, ma arriva Will che mette Anna fuori combattimento e libera Sydney. Anna però poi ricompare, riattiva il detonatore e poi lo getta dal treno, così Will e Sydney si gettano dal treno e riescono a fermare nuovamente il detonatore; Anna si allontana e fugge. A Los Angeles Sloane si incontra con Kelly Peyton e, dato che ha eseguito gli ordini, gli viene consegnata la cura per Nadia. A Mosca, Anna viene immersa in una vasca con il liquido rosso che era stato spruzzato addosso a Sydney. Quest'ultima intanto passeggia con Will e si scusa per tutto quello che lui ha dovuto passare per causa sua, ma Will la rassicura e la ringrazia di ciò che lei fa ogni giorno per il bene del mondo dicendo che c'è una sola Sydney Bristow e lui ne è fiero. Intanto Anna viene fatta riemergere dal liquido rosso e ora ha il volto e la carnagione di Sydney......

## 30 secondi
- Titolo originale: 30 Seconds
- Diretto da: Fred Toye (Fredrick E. O. Toye)
- Scritto da: Alison Schapker & Monica Breen

### Trama
Jaipur: Sydney è in missione sotto copertura, tutta vestita di rosa scende da un furgone e visita un call center per promuovere il suo profumo. L'APO pensa che Anna smisti le sue chiamate attraverso quel call center e Sydney deve riuscire a penetrare nel sistema grazie a un'invenzione di Marshall e con l'aiuto di Renèe Rienne. A Barcellona intanto Sloane si incontra con il solito uomo del "Quinto Profeta" dicendo che la cura che ha ricevuto per Nadia non può funzionare, infatti nelle istruzioni è scritto che il cuore di Nadia deve fermarsi per 30 secondi; l'uomo gli risponde che deve avere fede in Rambaldi. All'APO intercettano la prima chiamata con il protocollo usato da Anna, con Marshall e Rachel che la stanno già tracciando. È Kelly Peyton al telefono e sta commissionando un lavoro: si tratta di trovare un codice nascosto nella Pagina 47 di Rambaldi. Marshall riesce a determinare che la chiamata è partita da Barcellona. Kelly Peyton riaggancia il telefono, si gira e arriva Sydney a cui lei si rivolge come Anna! Jack inizia ad organizzare la missione: bisogna scoprire chi ha contattato Kelly Peyton. Jack inoltre vuole parlare con Sloane che ha avuto a che fare con la pagina 47 in passato. Sloane è in ospedale ed segue le istruzioni della cura: stacca le macchine che seguono Nadia, la soffoca e poi le inietta un liquido nel petto con una siringa nonostante Jack abbia appena tentato di fermarlo. Quando tutto sembra perduto Nadia si sveglia e sta bene. All'APO intanto Rachel ha identificato chi ha contattato Kelly Peyton a Zurigo: è Moritz Koller, famoso storico dell'arte che Renèe conosce bene. Sydney sta per chiamarla ma arriva Marshall dicendo che Nadia si è svegliata. Jack all'ospedale parla con Sloane dell'accaduto e Sloane gli dice che dopo molti tentativi ha trovato una cura a Barcellona. Jack inizia a sospettare e fa fare un controllo a Dixon sugli spostamenti di Sloane. Intanto Sydney e Nadia si incontrano e quest'ultima conosce così la nipotina Isabelle. Sloane ora è sotto controllo e Jack tenta con l'aiuto di Dixon di tendergli una trappola usando la Pagina 47 per farlo uscire allo scoperto. Tom e Renèe intanto sono a Parigi, contattano Koller e si accordano con lui per incontrarsi a Zurigo. Sydney e Nadia parlano di Sloane; Nadia dice di aver paura a fidarsi di lui, ma Sydney cerca di aiutarla dicendo che il padre l'ha seguita molto mentre era in coma. Poi arriva la telefonata di Jack che informa Sydney di un incontro segreto fissato proprio da Sloane. Sydney lo dice a Nadia che va con Jack a controllare di che si tratta. A Zurigo intanto Renèe si incontra con Koller, trova la pagina 47 e assieme a Tom lo rapisce per interrogarlo. Intanto Jack e Nadia pedinano Sloane, lo vedono incontrarsi con un uomo e poi partire da un garage; così appena lui se ne va Jack e Nadia entrano nel garage e trovano referti medici e cose di Nadia. Jack pensa di aver giudicato male Sloane e che quindi non è in combutta con il "Quinto Profeta". Intanto Koller è sotto interrogatorio e confessa di avere un appuntamento con Anna il giorno dopo in Ghana e che il documento che ha studiato è un falso. La vera Pagina 47 ce l'ha Sloane che la sta studiando e dopo un po' viene raggiunto da Nadia che lo va a trovare. Nadia vuole stare un po' con il padre, ma accidentalmente scopre la Pagina 47 originale sulla scrivania di Sloane e subito le cose cambiano: Nadia si arrabbia, Sloane parla di fede e lei gli chiede di scegliere tra lei e Rambaldi; lui dice che non può farlo e lei risponde che così perderà entrambi. Nadia getta la Pagina 47 nel fuoco del caminetto acceso e lui vede il codice scritto in essa mentre brucia; per recuperarla spinge Nadia che cade sopra un tavolino in vetro.... è in fin di vita e dopo poco muore. Marshall ha organizzato un piano per la missione in Ghana e tutta la squadra arriva sul luogo per catturare Anna. Accade qualcosa di strano: una macchina si ferma e poi fugge, così tutti la inseguono ma quando la fermano non trovano Anna al suo interno. Anche Renèe si sta allontanando per trovare Anna, quando ad un tratto incontra la finta Sydney che estrae un coltello e le taglia la gola. La voce di Sloane fuori campo si sente in sottofondo: "la morte è un sacrificio necessario per completare l'ultima tappa di questo viaggio. Ho tradito tutti quelli che ho amato, ma sono stato scelto". Jack trova il corpo di Nadia mentre Sydney quello di Renèe. Sloane all'aeroporto si incontra con l'uomo del "Quinto Profeta" che gli dà il bentornato e poi salgono insieme su un aereo.

## Vedo i morti
- Titolo originale: I See Dead People
- Diretto da: Jamie Babbit
- Scritto da: Andi Bushell & J.R. Orci

### Trama
Tutta la squadra partecipa al funerale di Nadia, mentre in un laboratorio stanno facendo l'autopsia sul corpo di Renèe uccisa da Anna Espinosa. Durante l'autopsia estraggono dal corpo di Renèe un microchip. Sydney è triste e non si dà pace per essersi fidata ancora di Sloane. Intanto Kelly Peyton parla con Sloane riguardo al codice nascosto nella pagina 47 e lo sollecita a decifrare il codice nascosto in essa. All'APO stanno cercando di capire cosa ci sia in quel microchip con Marshall non riesce a decifrarlo. Per quanto sia in un codice di trent'anni prima, non è decifrabile perché quel chip contiene solo la metà dei dati, ma qualcosa riesce a scoprire: sul microchip c'è scritto "Andre Michaux" alias Michael Vaughn. Purtroppo l'APO è sotto controllo del "Quinto Profeta" che quindi viene immediatamente avvisato della scoperta fatta. Sydney cerca di far dormire la bimba, quando arriva Jack, che dice a Sydney che sul chip Marshall ha scoperto il nome di Vaughn impresso. Quindi si presuppone che i genitori di Renèe e di Vaughn trent'anni prima, tentando di combattere il "Quinto Profeta", abbiano impiantato i chip nel petto dei rispettivi figli. Ora bisogna contattare Vaughn che è nascosto in Nepal, portargli il chip e tentare di capire di cosa si tratta; Sydney si offre per questa missione tentando di non comprometterlo. Purtroppo il "Quinto Profeta" viene informato del viaggio in Nepal di Sydney e intende mandare Anna Espinosa che ora ha le sembianze di Sydney per intercettare quel chip. Intanto all'APO Tom sta decifrando un messaggio in codice da una rivista, quando arriva Rachel e gli confessa la sua sofferenza nel sentirsi tradita prima da Dean e ora da Sloane e nel vedere morire i suoi colleghi. Appena Rachel si allontana, Tom fa pubblicare un annuncio sulla rivista per rispondere al messaggio che ha ricevuto. Sloane parla con Anna, istruendola su come muoversi quando incontrerà Vaughn e, appena Anna se ne va, Sloane ha una visione: Nadia! In Nepal arriva Anna Espinosa che subito trova il contatto di Sydney dal quale capisce che Vaughn è ancora vivo, lo mette fuori gioco e manda un suo complice ad accogliere Sydney. Marshall intanto all'APO scopre che le loro comunicazioni sono sotto controllo tramite una manomissione di Sloane e avvisa Jack che a sua volta informa subito Sydney. Quest'ultima così scopre che si tratta di una trappola, ma l'auto dove viaggia si ribalta durante la colluttazione con il falso contatto. Arriva Anna che dà fuoco alla macchina e poi va ad incontrare Vaughn senza notare che Sydney fortunatamente si è salvata. Appena Anna entra nella capanna incontra Vaughn; i due si abbracciano e subito Vaughn chiede della piccola Isabel. Sloane dice a Kelly Peyton che per decifrare la Pagina 47 gli serve un libro che si trova a Ginevra; appena rimane solo ha nuovamente la visione di Nadia e parla con lei. Intanto Vaughn e Anna in Nepal parlano del chip, della morte di Renèe e del fatto che proprio grazie a lei Vaughn è riuscito a sapere di suo padre e del "Quinto Profeta". Michael chiede poi ad Anna chi abbia ucciso Renèe, la quale risponde che è stata Anna Espinosa. Parlando del chip Vaughn scopre di avere proprio lui la parte mancante innestata nel petto e Anna lo estrae; le due parti combaciano alla perfezione! Nel frattempo Sydney, quella vera, è riuscita a trovare un mezzo per andare da Vaughn e ha avvisato Jack di quanto è accaduto. Kelly intanto recupera il manoscritto che desiderava Sloane, ma anche in questo caso accade qualcosa di strano: il libraio chiama al telefono qualcuno e lo avverte che stanno cercando di contattarlo, dicendo "non è lui anche se conosce il protocollo". Vaughn e Anna iniziano a verificare tra i dati del microchip e vi trovano una mappa riconducibile alla guerra fredda di un bunker antiatomico che si trova ad Amburgo. Così Vaughn e Anna partono per Amburgo e trovano il bunker sotto ad una gioielleria, mentre Sydney arriva in ritardo e non fa in tempo ad avvertire Vaughn del pericolo prima che parta. Jack informa la squadra APO che Vaughn è vivo e di quello che è accaduto a Sydney. Jack ha rintracciato Vaughn ad Amburgo assieme a "Sydney" ed ha accertato di conseguenza che la donna assieme a lui non era Sydney. Sloane con "il fantasma" di Nadia a fianco ritira il libro e confessa a Kelly di essere turbato dagli ultimi eventi aggiungendo che prima di andare avanti deve fare pace con il passato. Mentre Vaughn è nel bunker,  Anna informa il "Quinto Profeta" della sua posizione chiedendo il recupero e tenta di neutralizzare Vaughn, ma fortunatamente lui aveva già capito che Anna non era la vera Sydney e riesce a difendersi anche se solo l'arrivo tempestivo della vera Sydney lo salva. Quest'ultima infatti spara a ad Anna uccidendola. Finalmente Vaughn riesce a riabbracciare la sua Sydney. Sloane intanto in una chiesa accende una candela e appena si allontana arriva Sark che trova un bigliettino a lui destinato. Mentre Vaughn e Sydney insieme cercano di capire cosa si nasconda in quel bunker squilla il telefono di Anna e Sydney risponde: è Kelly che è pronta per il recupero di Anna. Sydney rapidamente informa Vaughn di Kelly Peyton, di Sloane alleato al "Quinto Profeta" e della morte di Nadia, poi va al punto di recupero al posto di Anna. Prima di andarsene lo avvisa anche di non tornare all'APO dato il pericolo di talpe al suo interno. Infine Syd gli dice di contattare Jack e lui accetta da sole la metà del chip per Kelly. Sydney sale in macchina, consegna il chip a Kelly che crede di parlare con Anna e la macchina si allontana.

## Senza rancore
- Titolo originale: No Hard Feelings
- Diretto da: Tucker Gates
- Scritto da: Sam Humphrey

### Trama
All'APO discutono del fatto che Sydney ha preso il posto di Anna e che Langley per sicurezza non deve essere informata della cosa. Intanto stanno tracciando, anche con l'aiuto di Vaughn, la direzione della macchina in cui viaggia Sydney per poter trovare la base del "Quinto Profeta" e nonostante qualche difficoltà riescono a rimanere in contatto. Sydney arriva a Zurigo dove Sloane sta dicendo che ha quasi terminato la traduzione della pagina 47, ma gli manca ancora la Rosa di San Cielo che la prescelta dovrà trovare. Lui ha dei dubbi che Anna nelle sembianze di Sydney ci possa riuscire, ma non sa che Anna è morta e di fronte si trova davvero Sydney. Quest'ultima recita la parte di Anna, verifica la pagina 47 con Sloane e si preparano a partire per Roma. Marshall intanto parla con Rachel e le dice che Tom ha contattato l'assassino della moglie, Korman, e teme che stia progettando qualcosa! Rachel decide di seguirlo per 24 ore prima di informare Jack. Sydney intanto, accertandosi di non essere spiata, chiama Jack e lo informa che partirà per Roma. Dixon incontra Vaughn nel bunker di Zurigo e gli dà una foto della figlia; dopodiché anche i due partono per Roma. In aereo Sydney parla con Sloane che la informa della missione e le chiede come ha ucciso Sydney. A Roma Sydney incontra Vaughn e poi entra in una sala scommesse per incontrare il suo contatto: è Sark! Intanto Tom incontra Korman e prendono accordi per uno scambio. Rachel è li e, appena Korman si allontana, ferma Tom per farsi spiegare quello che sta succedendo. Tom le dice che sta cercando il mandante e il motivo che ha portato a far uccidere la moglie. Korman può metterlo in contatto, ma in cambio rivuole la sua auto, sequestrata appena è entrato nel programma di protezione testimoni; Rachel si offre di aiutare Tom. A Roma nel locale Sydney chiede della missione e Sark le spiega che quello che Rambaldi chiama San Cielo corrisponde a una prigione chiamata "La Fossa", dove anche Rambaldi è stato e proprio lì si trova la "Rosa" destinata alla prescelta. I due devono entrare in quella prigione e Sark usa un modo molto originale: chiama i carabinieri poi fa esplodere un ordigno e simula una rapina, facendo arrestare lui e Sydney. Dixon e Vaughn accedono alla prigione dai sotterranei, facendo in modo che l'APO segua il tutto tramite i video di sorveglianza. Sydney viene messa in isolamento e Sark in cella simula un malore per essere portato in infermeria, dove mette le guardie fuori combattimento, tramite un PC apre la cella di Sydney e disattiva l'impianto di sorveglianza. Intanto Rachel e Tom si intrufolano di nascosto in un garage per accedere alla macchina di Korman. Sydney esce dalla cella e si reca nel punto dove dovrebbe trovare "la rosa" e lì incontra un uomo anziano ad attenderla che le dice di conoscerla e di averla attesa per molti anni. L'uomo dice di non avere molto tempo e la invita a seguirla dicendo che il cerchio sarà completo quando la prescelta troverà "la rosa" e lui dice di essere la rosa mostrandole il polso tatuato. Intanto Sloane entra nella prigione dicendo di essere un agente americano e di volere l'estradizione per Sark e Sydney in quanto ricercati anche negli USA. Rachel e Tom riescono a rubare la macchina in custodia e fuggono. Sydney con l'uomo arriva in una stanza e sulla parete c'è una sua immagine come quella della pagina 47 e le viene consegnato un pendente rosso; Sydney non sa cosa sia e l'anziano le dice che è il più grande dono e il più grande male, una sfida all'ordine naturale, la fine della natura stessa. Sydney dice che persone molto malvagie vogliono l'amuleto e non le può fermare se non sa cosa sia. Il vecchio risponde che non le può fermare e lei ribatte che non la conosce bene! L'uomo dice che è destino e solo questione di tempo prima che la luce finisca. Sydney se ne va, ma prima di uscire dalla prigione viene aggredita da Sloane che le ruba l'amuleto, tenta di ucciderla senza riuscirci e poi scappa. Tom consegna la macchina a Korman che le dice di aver ucciso la moglie per errore in quanto pensava fosse lui, poi si allontana e Tom fa esplodere la macchina. Rientrati a Los Angeles Vaughn e Sydney a letto con la figlia parlano di quanto sia speciale, poi squilla il suo telefono e lei risponde: è Sloane! Quest'ultimo le dice di aver capito che era lei e non Anna, inoltre la ringrazia perché ora ha tutto quello di cui ha bisogno.

## Rappresaglia
- Titolo originale: Reprisal
- Diretto da: Fred Toye (Fredrick E. O. Toye)
- Scritto da: Monica Breen & Alison Schapker

### Trama
Tutto il materiale sul "Quinto Profeta" recuperato a Zurigo è all'APO e la voce di Sydney fuori campo dice che la prima volta che ha sentito parlare del progetto il suo fidanzato è stato ucciso e ha scoperto che non è stato il primo. L'organizzazione si è infiltrata ovunque, anche ai più alti livelli governativi e sembra tenga sotto controllo interi settori come tecnologia, finanza e difesa. Nessuno sapeva chi si nascondeva dietro a tutto questo.. fino ad ora.. ha convissuto con i segreti tutta la vita.. ma ora basta! In Australia Sydney in contatto con Jack dentro un locale tiene sotto controllo e fotografa delle persone che risultano appartenere al "Quinto Profeta". A Roma anche Dixon travestito da taxista, in contatto con Jack, fotografa una donna. Lo stesso accade a Bangkok dove Marshall in una sauna attende un uomo e lo fotografa. Tom in Siberia travestito da soldato in un posto di blocco acquisisce la foto di un documento d'identità di un appartamento e da Londra anche Vaughn è impegnato a fotografare il suo bersaglio. Pure Jack fa la sua parte e simulando un turista che si fa fotografare acquisisce il suo obbiettivo. Ora tutti i 12 membri di "Quinto Profeta" hanno un nome e un volto. Jack tiene un briefing con tutta la squadra e fa il punto della situazione dicendo che bisogna stare attenti e catturarli tutti insieme, ma bisogna anche arrivare a Sloane che sta lavorando per loro. Intanto Sloane Kelly e Sark parlano dell'amuleto recuperato in Italia. Kelly dice che lo dovrebbe consegnare ai 12 ma Sloane cerca di dissuaderla in quanto pensa che poi si libererebbero di loro, così le propone di unirsi a lui e Sark e lei accetta. A Los Angeles in piena notte a casa di Sydney, Vaughn si sveglia, ma lei non riesce a dormire, studia il materiale che ha su Rambaldi in base a quanto sentito in Italia, confessa di essere preoccupata, dice che Isabelle ha bisogno di una madre e non la vuole lasciare. Anche Marshall è a letto e sente il figlio Mitchell che lo chiama, così si alza. Tom va a trovare Rachel e i due si baciano, poi Tom se ne va perché si sente in colpa dell'accaduto. Quando Carrie, la moglie di Marshall si alza per andare a vedere che fine ha fatto il marito non lo trova. Qualcuno invece bussa alla porta di Rachel: è Sark che la rapisce. Anche Marshall è stato rapito e si ritrova di fronte Sloane che vuole fargli trovare una località descritta da Rambaldi, ma lui si oppone e Kelly inizia a torturarlo. Intanto Carrie chiama Sydney e le dice di Marshall, così Sydney le spiega come stanno le cose e per chi lavora davvero suo marito. Arriva una telefonata di Tom che informa Jack anche della sparizione di Rachel e gli dice di allertare la squadra. Carrie dopo aver capito la situazione si offre di andare all'APO e accedere al pc di Marshall per aiutarli. Intanto Sark è con Rachel e anche lui inizia a torturarla. All'APO sono preoccupati e cercano di capire cosa stia succedendo. Marshall continua a non voler collaborare e Sloane si ritrova a parlare con il fantasma Nadia. Sydney in un parcheggio sta parlando al telefono con Jack quando all'improvviso si trova di fronte Sloane che subito la minaccia e le impone di dissuadere Marshall a fare ciò che vuole lui, poi si allontana. Così Rachel e Marshall si mettono al lavoro e Carrie segue i loro movimenti dall'APO riuscendo a rintracciarli mentre Sloane ottiene le informazioni che desidera. Parte la missione di recupero e intanto Sloane informa Kelly e Sark del piano: ha radunato i 12 e Kelly li va ad incontrare, mentre Sloane parte per l'Italia e dice di eliminare gli ostaggi. Mentre un sicario arriva Rachel riesce a liberarsi così scappa assieme a Marshall e subito arriva anche la squadra APO che li salva e li riporta alla base. Carrie ha scoperto dal pc di Marshall che i 12 si riuniscono a Zurigo, così Jack manda una sua squadra all'incontro. Intanto Marshall e Rachel raccontano quello che hanno scoperto e dicono che la località che Sloane cercava è il monte Subasio, in Italia, e Sydney supponendo che Sloane vada a Zurigo per incontrare i 12, decide di partire subito per l'Italia e anticiparlo accompagnata da Vaughn. Arrivati sul monte Subasio, Sydney si cala in un crepaccio, entra in una grotta e trova Sloane con l'amuleto. Sloane inizia a dirle che fin da quando era bambina voleva sempre salvare il prossimo, ma non può salvare tutti. Sark in un vagone della metropolitana di Los Angeles innesca una bomba e, mentre Jack informa dell'appostamento a Zurigo, arriva Tom che ha scoperto che Sloane aveva le mappe strutturali della metropolitana e dell'APO. Jack ordina subito l'evacuazione dello stabile in quanto ha capito che una bomba sta per esplodere e manda Dixon e Tom a perlustrare la zona. Sloane dice che ha provveduto a rimuovere gli ostacoli per essere sicuro di arrivare al suo obiettivo, infatti Kelly a Zurigo ha eliminato i 12 leader del "Quinto Profeta" e l'APO sta per esplodere. Tom trova la bomba e tenta di disinnescarla, ma è troppo tardi e attende la sua fine accanto alla bomba dando il suo ultimo saluto a Rachel via radio. Sydney non accetta di unirsi a Sloane e appena arriva la luce che illumina l'amuleto lui spara a terra rompendo il ghiaccio e facendola cadere nel vuoto.

## Tutto il tempo del mondo
- Titolo originale: All The Time In The World
- Diretto da: Tucker Gates
- Scritto da: Drew Goddard & Jeff Pinkner

### Trama
A scuola da bambina Sydney è con la sua maestra che le chiede cosa farà da grande e le dice di chiudere gli occhi. È un flashback, Sydney svenuta giace ferita sulla neve dopo essere caduta a causa di Sloane e sta rivivendo degli episodi della sua infanzia tra cui la morte della madre; sembra sia la fine, ma arriva Vaughn che si cala con una fune e riesce a risvegliarla salvandole la vita. Jack intanto dopo l'esplosione che ha distrutto l'APO riorganizza la squadra, raccomandandosi di agire in segreto e di non fidarsi di nessuno. Sloane, Sark e Kelly si incontrano e quest'ultima porta con sé l'"Orizzonte", che si rivela essere un manufatto a forma di sfera, parlando di una persona ad Hong Kong che deve riceverlo; poi i tre si avvicinano ad un hangar dove sono contenuti dei missili militari. L'APO ha ricreato in un magazzino un punto per riorganizzarsi e Jack sta pianificando le ricerche; Vaughn lo chiama dicendo di essere a Siena con Sydney e così Jack li aggiorna sulla situazione. Sydney ripensa a quando era bambina e con i pezzi tridimensionali del "Progetto Natale" formava la torre sotto gli occhi di un entusiasta Jack. Successivamente Vaughn e Sydney studiano la situazione e discutono del fatto che poche ore prima a Mosca sono stati rubati dei missili Cruise intercontinentali e di certo c'è Sloane dietro a tutto questo; devono trovarlo ma non sanno come fare. Ad un tratto Sydney ha un'idea, così la squadra con l'aiuto di Marshall riesce a riattivare una rete e fare delle ricerche su transazioni per l'acquisto dei missili risalendo al destinatario. In questo modo Kelly viene individuata e prontamente catturata. Quest'ultima sotto interrogatorio riferisce che Sloane vuole colpire due grandi città per poi guadagnare denaro con la loro ricostruzione e che ora è in Mongolia. Sloane si trova effettivamente in Mongolia, precisamente in un cantiere in mezzo alle montagne in una vecchia costruzione dove sul tetto c'è il simbolo di Rambaldi. Sydney, mentre si prepara a partire per la Mongolia, rivive un altro episodio della sua gioventù: quando, dopo aver parlato con Francie, viene avvicinata da un agente che le propone di lavorare all'SD6. Rachel e Marshall intanto cercano di scoprire dove si trovano i missili utilizzando i satelliti. Sloane è entrato nella costruzione di Rambaldi e sceso nel sottosuolo, verso il suo obiettivo finale; estrae l'"Orizzonte" dalla valigetta e lo inserisce in un alloggio mentre appare ancora il fantasma di Nadia. La sfera si illumina e inizia a roteare mentre un'altra sfera rossa si è formata al di sopra e inizia a gocciolarle dentro. In quel momento arriva Sydney che interrompe l'operazione. Purtroppo Vaughn e Jack vengono catturati da Sark e portati da Sloane; quest'ultimo, visto che Sydney non gli restituisce l'"Orizzonte" , spara a Jack. A quel punto Sydney spara a Sloane uccidendolo e facendolo cadere in una vasca piena del liquido fuoriuscito dalla sfera rossa di Rambaldi. Sark recupera l'"orizzonte" e fugge. Intanto Marshall e Dixon rintracciano un segnale partito da Hong Kong e Kelly viene nuovamente interrogata; la donna riferisce che a Hong Kong c'è il socio di Sloane che gli ha procurato l'"Orizzonte". Sydney mentre soccorre il padre ha un altro flashback: il momento in cui gli ha detto che avrebbe lavorato al Credit Dauphine (SD-6) e Jack si era opposto alla cosa. Vaughn intanto chiama Dixon chiedendo soccorso per Jack e viene informato sull'identità del socio di Sloane ad Hong Kong: è Irina! Sydney così parte subito dopo aver salutato il padre ferito che la rassicura sulle sue condizioni. Sark arriva da Irina e le consegna l'"Orizzonte", che è pieno del liquido uscito dalla sfera rossa. Irina decide di procedere nonostante ciò che è successo in Mongolia e ordina a Sark di programmare il lancio dei missili su Washington e Londra dopo che saranno caduti i satelliti di controllo; Sark provvede e fa partire il conto alla rovescia con Marshall che ne viene subito a conoscenza. Sydney arriva da Irina e apprende che la sfera è l'"Orizzonte", cioè il manufatto che aveva rubato dalla cassetta di sicurezza, poco tempo prima. Sydney e Irina parlano di Rambaldi e il potere che realmente la sua profezia può dare: per Irina Rambaldi è vita e attraverso lui si può vivere per sempre! Sydney dice che non consentirà a Irina di mettere in atto il suo progetto. Ha un flashback: il momento in cui Sloane all'SD6 l'aveva promossa ad agente operativo. Irina e Sydney iniziano a lottare duramente, Vaughn invece tenta di fermare Sark e ferendolo riesce a farsi dare i codici di blocco del lancio dei missili. In Mongolia intanto Sloane si risveglia e si ritrova ancora a parlare con Nadia dicendo che ora ha tutto il tempo del mondo in quanto è immortale, poi Nadia si allontana e arriva Jack ancora ferito che decide di fermare per sempre Sloane: fa scoppiare una bomba sacrificando la sua vita ma sconfiggendo Sloane che resta incastrato sotto un sasso gigante senza possibilità di liberarsi, con Nadia che decide di abbandonarlo e lo lascia alla sua disperazione. Intanto Syd continua a lottare con Irina, la quale per non perdere l'"Orizzonte" cade da una vetrata e muore sul colpo mentre Vaughn abbraccia Sydney. È passato qualche anno e tutto sembra risolto, Sydney e Vaughn vivono in una casa in spiaggia, Isabelle è grande e hanno un altro bimbo di nome Jack. Dixon, ora vice direttore CIA, li va a trovare portando i saluti di Marshall, ora padre di 4 figli. La visita di Dixon non è di cortesia, infatti chiede un aiuto sul campo in quanto Rachel è in missione sotto copertura e lui ha bisogno di catturare Sark. Vaugh gli risponde che ne parleranno dopo la cena. Isabelle intanto giocando nella sua cameretta trova in una scatola i pezzi tridimensionali del "Progetto Natale" e li assembla con molta semplicità riuscendo a ricomporre il gioco che faceva sua madre da bambina. Successivamente Dixon, Vaughn, Rachel e Sydney con in braccio il piccolo Jack si incamminano sulla spiaggia per andare a vedere insieme il tramonto....infine prima dei titoli di coda compare la frase: "Grazie per cinque incredibili anni".